# Vespina
Vespina  (лат.) — род чешуекрылых насекомых из семейства мино-чехликовых молей.

## Описание
Передние крылья без перевязей, с небольшими торнальными пятнами. Третья радиальная и вторая медиальная жилки имеются. На задних крыльях две медиальных жилки.

## Экология
Гусеницы старших возрастов развиваются в чехликах на листьях кормовых растений.

## Систематика
В составе рода три вида:
- Vespina nielseni Kozlov, 1987[2]
- Vespina quercivora Davis, 1972[3]
- Vespina slovaciella Zagulajev & Tokár, 1990[4][5]